# Grupo A Euroliga 2012-13
Resultados y partidos de la fase regular de la Euroliga 2012-13.

## Formato
Los seis clubes se enfrentaron entre sí a partido de ida y vuelta. Los cuatro primeros clasificados pasaron a la segunda fase mientras que los dos últimos quedaron eliminados.

## Participantes
El Grupo A estuvo formado por los siguientes equipos:
| Bandera de España | Bandera de Rusia   | Bandera de Grecia    | Bandera de Turquía | Bandera de Eslovenia     | Bandera de Italia |
| Real Madrid       | B. K. Jimki Moskva | Panathinaikos Athens | Fenerbahçe Ülker   | Union Olimpija Ljubljana | Mapooro Cantù     |
| Clasificado (1º)  | Clasificado (2º)   | Clasificado (3º)     | Clasificado (4º)   | Eliminado (5º)           | Eliminado (6º)    |
| ----------------- | ------------------ | -------------------- | ------------------ | ------------------------ | ----------------- |

## Resultados

### Fase regular
Partidos actualizados a la última jornada jugada el 13 de diciembre de 2012.
| -  | Equipo                    | J  | G | P | PF  | PC  | Dif |
| -- | ------------------------- | -- | - | - | --- | --- | --- |
| 1. | Real Madrid               | 10 | 7 | 3 | 832 | 738 | 94  |
| 2. | BC Khimki Moscow Region   | 10 | 6 | 4 | 753 | 754 | -1  |
| 3. | Panathinaikos Athens      | 10 | 6 | 4 | 748 | 722 | 26  |
| 4. | Fenerbahce Ulker Istanbul | 10 | 5 | 5 | 727 | 738 | -11 |
| 5. | Union Olimpija Ljubljana  | 10 | 3 | 7 | 722 | 808 | -86 |
| 6. | Mapooro Cantù             | 10 | 3 | 7 | 708 | 730 | -22 |

|     | RMA   | KHI   | PAN   | FEN    | OLI   | CAN   |
| --- | ----- | ----- | ----- | ------ | ----- | ----- |
| RMA |       | 85–78 | 77-61 | 104-81 | 91-60 | 80–66 |
| KHI | 86–85 |       | 78-77 | 71-70  | 75-65 | 77-53 |
| PAN | 79-68 | 67-79 |       | 69-55  | 80-72 | 78-76 |
| FEN | 75–83 | 92-80 | 73-64 |        | 85-68 | 77-69 |
| OLI | 76-89 | 74-72 | 67-85 | 75-81  |       | 81-79 |
| CAN | 76-70 | 67-54 | 69-71 | 82-58  | 71-84 |       |

### Jornada 1
| 11 de octubre de 2012 | Fenerbahçe Ülker                              | 92–80                                 | BC Khimki                                      | |  |
| 20:45                 | Parciales: 25–25, 21–11, 16–18, 30–26         | Parciales: 25–25, 21–11, 16–18, 30–26 | Parciales: 25–25, 21–11, 16–18, 30–26          | |  |
|                       | Estadísticas Preldžić 20 Batiste 5 McCalebb 4 | Reporte Pts Reb Asts                  | Estadísticas 17 Planinić 6 Planinić 8 Planinić | Pabellón: Ülker Sports Arena, Estambul Asistencia: 8 400 espectadores Árbitros: Ilyja Belosevic (SRB), Dani Hierrezuelo (ESP), Panagiotis Anastopoulos (GRE) |  |

| 11 de octubre de 2012 | Mapooro Cantù                                        | 71–84                                 | Union Olimpija                          | |  |
| 20:45                 | Parciales: 17–20, 23–21, 13–18, 18–25                | Parciales: 17–20, 23–21, 13–18, 18–25 | Parciales: 17–20, 23–21, 13–18, 18–25   | |  |
|                       | Estadísticas Aradori 16 Aradori 8 cuatro jugadores 2 | Reporte Pts Reb Asts                  | Estadísticas 17 Page 12 Baynes 6 Waters | Pabellón: Palasport di Desio, Desio Asistencia: 3 631 espectadores Árbitros: Milivoje Jovcic (SRB), Tomas Jasevicius, (LTU), Anastasios Piloidis (GRE) |  |

| 12 de octubre de 2012 | Real Madrid                                              | 85–78                                 | Panathinaikos                                                     | |  |
| 21:30                 | Parciales: 22–20, 13–24, 24–16, 26–18                    | Parciales: 22–20, 13–24, 24–16, 26–18 | Parciales: 22–20, 13–24, 24–16, 26–18                             | |  |
|                       | Estadísticas «Rudy» Fernández 23 N. Mirotić 8 S. Llull 4 | Reporte Pts Reb Asts                  | Estadísticas 23 S. Schortsanitis 6 K. Tsartsaris 6 D. Diamantidis | Pabellón: Palacio de Deportes, Madrid Asistencia: 10 930 espectadores Árbitros: Sasa Pukl (SLO), Tolga Sahin (ITA), Olegs Latisevs (LAT) |  |

### Jornada 2
| 18 de octubre de 2012 | Panathinaikos                                            | 78–76                                 | Mapooro Cantù                                                     | |  |
| 21:00                 | Parciales: 23–17, 21–26, 17–12, 17–21                    | Parciales: 23–17, 21–26, 17–12, 17–21 | Parciales: 23–17, 21–26, 17–12, 17–21                             | |  |
|                       | Estadísticas Schortsanitis 19 Tsartsaris 6 Diamantidis 7 | Reporte Pts Reb Asts                  | Estadísticas Markoishvili, Aradori 17 Tyus 6 Tabu, Markoishvili 3 | Pabellón: O.A.C.A., Athens Asistencia: 7 000 espectadores Árbitros: Vicente Bulto (ESP), Sinisa Herceg (CRO), Seffi Shemmesh (ISR) |  |

| 19 de octubre de 2012 | BC Khimki                                              | 86–85                                 | Real Madrid                                              | |  |
| 17:30                 | Parciales: 28–18, 17–17, 27–20, 17–30                  | Parciales: 28–18, 17–17, 27–20, 17–30 | Parciales: 28–18, 17–17, 27–20, 17–30                    | |  |
|                       | Estadísticas Lončar 16 Augustine, Fridzon 7 Planinić 7 | Reporte Pts Reb Asts                  | Estadísticas Fernández, Reyes 15 Slaughter 9 Fernández 6 | Pabellón: Basketball Center, Khimki Asistencia: 5 000 espectadores Árbitros: Grzegorz Ziemblicki (POL), Paolo Taurino (ITA), Elias Koromilas (GRE) |  |

| 19 de octubre de 2012 | Union Olimpija                              | 75–81                                 | Fenerbahçe Ülker                               | |  |
| 20:45                 | Parciales: 20–25, 26–18, 15–20, 14–18       | Parciales: 20–25, 26–18, 15–20, 14–18 | Parciales: 20–25, 26–18, 15–20, 14–18          | |  |
|                       | Estadísticas Prepelič 13 Baynes 12 Blažič 3 | Reporte Pts Reb Asts                  | Estadísticas McCalebb 17 Preldžić 6 McCalebb 5 | Pabellón: Arena Stožice, Liubliana Asistencia: 8 200 espectadores Árbitros: Jose Ramon Garcia Ortiz (ESP), Roberto Chiari (ITA), Marcin Kowalski (POL) |  |

### Jornada 3
| 25 de octubre de 2012 | Fenerbahçe Ülker                           | 75–83                                 | Real Madrid                                            | |  |
| 19:00                 | Parciales: 13–21, 23–21, 21–24, 18–17      | Parciales: 13–21, 23–21, 21–24, 18–17 | Parciales: 13–21, 23–21, 21–24, 18–17                  | |  |
|                       | Estadísticas Onan 14 McCalebb 4 Preldžić 6 | Reporte Pts Reb Asts                  | Estadísticas Fernández 21 Mirotić, Begić 6 Rodríguez 6 | Pabellón: Ülker Sports Arena, Estambul Asistencia: 12 100 espectadores Árbitros: Christos Christodoulou (GRE), Borys Ryzhyk (UKR), Damir Javor (SLO) |  |

| 26 de octubre de 2012 | Mapooro Cantù                                          | 67–54                                 | BC Khimki                                                | |  |
| 20:15                 | Parciales: 14–21, 21–11, 20–11, 12–11                  | Parciales: 14–21, 21–11, 20–11, 12–11 | Parciales: 14–21, 21–11, 20–11, 12–11                    | |  |
|                       | Estadísticas Aradori 13 Aradori 8 Markoishvili, Tabu 4 | Reporte Pts Reb Asts                  | Estadísticas Fridzon, Planinić 10 Augustine 6 Planinić 7 | Pabellón: Palasport di Desio, Desio Asistencia: 3 779 espectadores Árbitros: Jose Ramon Garcia Ortiz (ESP), Sreten Radovic (CRO), Zdravko Rutesic (MNE) |  |

| 26 de octubre de 2012 | Union Olimpija                           | 67–85                                 | Panathinaikos                                  | |  |
| 20:30                 | Parciales: 19–23, 19–27, 12–19, 17–16    | Parciales: 19–23, 19–27, 12–19, 17–16 | Parciales: 19–23, 19–27, 12–19, 17–16          | |  |
|                       | Estadísticas Baynes 16 Baynes 6 Waters 7 | Reporte Pts Reb Asts                  | Estadísticas Mačiulis 18 Lasme 8 Diamantidis 6 | Pabellón: Arena Stožice, Liubliana Asistencia: 7 900 espectadores Árbitros: Guerrino Cerebuch (ITA), Juan Carlos García González (ESP), Boris Shulga (UKR) |  |

### Jornada 4
| 1 de noviembre de 2012 | Fenerbahçe Ülker                                        | 73–64                                 | Panathinaikos                                        | |  |
| 20:00                  | Parciales: 19–17, 23–12, 16–12, 15–23                   | Parciales: 19–17, 23–12, 16–12, 15–23 | Parciales: 19–17, 23–12, 16–12, 15–23                | |  |
|                        | Estadísticas McCalebb, Bogdanović 13 Karaman 7 Bremer 3 | Reporte Pts Reb Asts                  | Estadísticas Mačiulis 14 Mačiulis 10 Schortsanitis 4 | Pabellón: Ülker Sports Arena, Estambul Asistencia: 11 100 espectadores Árbitros: Carl Jungebrand (FIN), Robert Lottermoser (GER), Matej Boltauzer (SLO) |  |

| 1 de noviembre de 2012 | Real Madrid                             | 80–66                                 | Mapooro Cantù                            | |  |
| 20:45                  | Parciales: 18–12, 23–14, 22–22, 17–18   | Parciales: 18–12, 23–14, 22–22, 17–18 | Parciales: 18–12, 23–14, 22–22, 17–18    | |  |
|                        | Estadísticas Begic 17 Begic 10 Suárez 5 | Reporte Pts Reb Asts                  | Estadísticas Aradori 18 Brooks 7 Smith 3 | Pabellón: Palacio de Deportes, Madrid Asistencia: 9 235 espectadores Árbitros: Fernando Rocha (POR), Eddie Viator (FRA), Panagiotis Anastopoulos (GRE) |  |

| 2 de noviembre de 2012 | BC Khimki                                   | 75–65                                 | Union Olimpija                            | |  |
| 19:30                  | Parciales: 18-19, 25-14, 13-15, 19-17       | Parciales: 18-19, 25-14, 13-15, 19-17 | Parciales: 18-19, 25-14, 13-15, 19-17     | |  |
|                        | Estadísticas Fridzon 20 Loncar 7 Planinic 6 | Reporte Pts Reb Asts                  | Estadísticas Baynes 27 Baynes 10 Waters 7 | Pabellón: Basketball Center, Khimki Asistencia: 4 050 espectadores Árbitros: Marek Cmikiewicz (POL), Sergiy Chebyshev (UKR), Apostolos Kalpakas (SWE) |  |

### Jornada 5
| 8 de noviembre de 2012 | Mapooro Cantù                         | 82–58                                 | Fenerbahçe Ülker                                     | |  |
| 20:45                  | Parciales: 23–12, 18–15, 16–14, 25–17 | Parciales: 23–12, 18–15, 16–14, 25–17 | Parciales: 23–12, 18–15, 16–14, 25–17                | |  |
|                        | Estadísticas Tabu 16 Leunen 7 Tabu 7  | Reporte Pts Reb Asts                  | Estadísticas Sato 10 Three Players 3 Three Players 3 | Pabellón: Palasport di Desio, Desio Asistencia: 4 044 espectadores Árbitros: Jose Martin (ESP), Luis Lopes (POR), Olegs Latisevs (LAT) |  |

| 9 de noviembre de 2012 | Panathinaikos                              | 67–79                                | BC Khimki                                              | |  |
| 20:00                  | Parciales: 23–17, 18–21, 17–20, 9–21       | Parciales: 23–17, 18–21, 17–20, 9–21 | Parciales: 23–17, 18–21, 17–20, 9–21                   | |  |
|                        | Estadísticas Ukić 13 Lasme 8 Diamantidis 4 | Reporte Pts Reb Asts                 | Estadísticas Planinić 18 Augustine, Lončar 8 Fridzon 5 | Pabellón: O.A.C.A., Athens Asistencia: 2 500 espectadores Árbitros: Recep Ankarali (TUR), Emilio Perez Pizarro (ESP), Milija Vojinovic (SRB) |  |

| 9 de noviembre de 2012 | Union Olimpija                                 | 76–89                                 | Real Madrid                               | |  |
| 20:45                  | Parciales: 18–21, 17–25, 22–22, 19–21          | Parciales: 18–21, 17–25, 22–22, 19–21 | Parciales: 18–21, 17–25, 22–22, 19–21     | |  |
|                        | Estadísticas Page 22 Baynes 10 Three players 2 | Reporte Pts Reb Asts                  | Estadísticas Fernández 18 Reyes 7 Llull 8 | Pabellón: Arena Stožice, Liubliana Asistencia: 7 502 espectadores Árbitros: Luigi Lamonica (ITA), Robert Lottermoser (GER), Ioannis Foufis (GRE) |  |

### Jornada 6
| 15 de noviembre de 2012 | BC Khimki                              | 71–70                                 | Fenerbahçe Ülker                                | |  |
| 16:30                   | Parciales: 17–18, 22–11, 17–22, 15–19  | Parciales: 17–18, 22–11, 17–22, 15–19 | Parciales: 17–18, 22–11, 17–22, 15–19           | |  |
|                         | Estadísticas Rivers 14 Monya 6 Monya 5 | Reporte Pts Reb Asts                  | Estadísticas 17 Andersen 8 Sato 4 Dos jugadores | Pabellón: Novator Arena, Khimki Asistencia: 4 250 espectadores Árbitros: Sasa Pulk (SLO), Spiros Gkontas (GRE), Marius Ciulin (ROM) |  |

| 15 de noviembre de 2012 | Union Olimpija                              | 81–79                                 | Mapooro Cantù                                    | |  |
| 20:00                   | Parciales: 17-22, 25-17, 17–23, 22-17       | Parciales: 17-22, 25-17, 17–23, 22-17 | Parciales: 17-22, 25-17, 17–23, 22-17            | |  |
|                         | Estadísticas Blazic 30 Baynes 10 Rannikko 4 | Reporte Pts Reb Asts                  | Estadísticas 20 Aradori 8 Leunen 4 Dos jugadores | Pabellón: Arena Stožice, Liubliana Asistencia: 4 200 espectadores Árbitros: Recep Ankarali (TUR), Oliver Krause (GER), Regis Barcera (FRA) |  |

| 15 de noviembre de 2012 | Panathinaikos                                       | 79–68                                 | Real Madrid                                          | |  |
| 20:45                   | Parciales: 12–16, 30-19, 23–17, 14–16               | Parciales: 12–16, 30-19, 23–17, 14–16 | Parciales: 12–16, 30-19, 23–17, 14–16                | |  |
|                         | Estadísticas Lasme 15 Dos jugadores 8 Diamantidis 8 | Reporte Pts Reb Asts                  | Estadísticas 16 C. Suárez 5 Dos jugadores 4 S. Llull | Pabellón: Olympic Indoor Hall, Atenas Asistencia: 9 000 espectadores Árbitros: Milivoje Jovcic (SRB), Srdan Dozai (CRO), Emin Mogulkoc (TUR) |  |

### Jornada 7
| 22 de noviembre de 2012 | Fenerbahçe Ülker                                          | 85–68                                 | Union Olimpija                                 | |  |
| 19:00                   | Parciales: 22–12, 21–14, 21–22, 21–20                     | Parciales: 22–12, 21–14, 21–22, 21–20 | Parciales: 22–12, 21–14, 21–22, 21–20          | |  |
|                         | Estadísticas B. Bogdanović 19 D. Andersen 9 B. McCalebb 4 | Reporte Pts Reb Asts                  | Estadísticas 23 D. Page 13 A. Omic 5 D. Waters | Pabellón: Ülker Sports Arena, Estambul Asistencia: 5 300 espectadores Árbitros: Jakub Zamojski (POL), Eddie Viator (FRA), Renaud Geller (BEL) |  |

| 23 de noviembre de 2012 | Mapooro Cantù                                          | 69–71                                 | Panathinaikos                                          | |  |
| 20:00                   | Parciales: 15-19, 19-15, 16–20, 19-17                  | Parciales: 15-19, 19-15, 16–20, 19-17 | Parciales: 15-19, 19-15, 16–20, 19-17                  | |  |
|                         | Estadísticas A. Tyus-Cecchini 18 J. Brooks 6 J. Tabu 8 | Reporte Pts Reb Asts                  | Estadísticas 21 M. Bramos 9 M. Bramos 7 D. Diamantidis | Pabellón: Palasport Pianella, Cantú Asistencia: 4 722 espectadores Árbitros: Borys Ryzhyk (UKR), Murat Biricik (TUR), Marko Juras (SRB) |  |

| 23 de noviembre de 2012 | Real Madrid                                                      | 104–81                                | BC Khimki                                             | |  |
| 20:45                   | Parciales: 21–23, 25-22, 33–19, 25–17                            | Parciales: 21–23, 25-22, 33–19, 25–17 | Parciales: 21–23, 25-22, 33–19, 25–17                 | |  |
|                         | Estadísticas «Rudy» Fernández 23 N. Mirotić 8 Sergio Rodríguez 5 | Reporte Pts Reb Asts                  | Estadísticas 19 S. Monya 5 J. Augustine 6 Z. Planinic | Pabellón: Palacio de los Deportes, Madrid Asistencia: 8 518 espectadores Árbitros: Guerrino Cerebuch (ITA), Joseph Bissang (FRA), Anastasios Piloidis (GRE) |  |

### Jornada 8
| 29 de noviembre de 2012 | BC Khimki                                              | 77–53                                | Mapooro Cantù                                             | |  |
| 16:30                   | Parciales: 23–24, 21–7, 18-12, 15–10                   | Parciales: 23–24, 21–7, 18-12, 15–10 | Parciales: 23–24, 21–7, 18-12, 15–10                      | |  |
|                         | Estadísticas Dos jugadores 14 K. Lončar 7 V. Fridzon 7 | Reporte Pts Reb Asts                 | Estadísticas 16 M. Markoishvili 5 Dos jugadores 4 J. Tabu | Pabellón: Novator Arena, Khimki Asistencia: 2 150 espectadores Árbitros: Dani Hierrezuelo (ESP), Srdan Dozai (CRO), Radomir Vojinovic (MNE) |  |

| 29 de noviembre de 2012 | Panathinaikos                                             | 80–72                                 | Union Olimpija                                       | |  |
| 20:00                   | Parciales: 17-11, 18-22, 27-16, 18-23                     | Parciales: 17-11, 18-22, 27-16, 18-23 | Parciales: 17-11, 18-22, 27-16, 18-23                | |  |
|                         | Estadísticas Dos jugadores 14 S. Lasme 8 D. Diamantidis 8 | Reporte Pts Reb Asts                  | Estadísticas 19 J. Blazic 10 A. Baynes 3 K. Prepelic | Pabellón: O.A.C.A., Athens Asistencia: 5 000 espectadores Árbitros: Tolga Sahin (ITA), Carmelo Paternico (ITA), Petri Mantyla (FIN) |  |

| 30 de noviembre de 2012 | Real Madrid                                            | 77–61                                | Fenerbahçe Ülker                                          | |  |
| 20:45                   | Parciales: 16-19, 20-20, 18-13, 23-9                   | Parciales: 16-19, 20-20, 18-13, 23-9 | Parciales: 16-19, 20-20, 18-13, 23-9                      | |  |
|                         | Estadísticas N. Mirotić 18 M. Slaughter 10 C. Suárez 4 | Reporte Pts Reb Asts                 | Estadísticas 18 B. Bogdanović 6 D. Andersen 3 E. Preldžič | Pabellón: Palacio de los Deportes, Madrid Asistencia: 10 137 espectadores Árbitros: Ilija Belosevic (SRB), Nicola Maestre (FRA), Milija Vojinovic (SRB) |  |

### Jornada 9
| 6 de diciembre de 2012 | Mapooro Cantù                                             | 76–70                                 | Real Madrid                                           | |  |
| 20:45                  | Parciales: 20-18, 22-17, 13-21, 21-14                     | Parciales: 20-18, 22-17, 13-21, 21-14 | Parciales: 20-18, 22-17, 13-21, 21-14                 | |  |
|                        | Estadísticas M. Markoishvili 23 Dos jugadores 7 J. Tabu 5 | Reporte Pts Reb Asts                  | Estadísticas 24 J. Carroll 10 F. Reyes 5 S. Rodríguez | Pabellón: Palasport di Desio, Desio Asistencia: 4 350 espectadores Árbitros: Sasa Pukl (SLO), Andrej Jersan (SLO), Elias Koromilas (GRE) |  |

| 7 de diciembre de 2012 | Union Olimpija                                            | 74–72                                 | BC Khimki                                                | |  |
| 20:30                  | Parciales: 13–19, 21–12, 16–19, 24–22                     | Parciales: 13–19, 21–12, 16–19, 24–22 | Parciales: 13–19, 21–12, 16–19, 24–22                    | |  |
|                        | Estadísticas K. Prepelič 16 A. Baynes 10 Tres jugadores 3 | Reporte Pts Reb Asts                  | Estadísticas 20 P. Davis 4 Tres jugadores 5 K. C. Rivers | Pabellón: Arena Stožice, Ljubljana Asistencia: 4 200 espectadores Árbitros: Vicente Bulto (ESP), Fernando Rocha (POR), Seffi Shemmesh (ISR) |  |

| 7 de diciembre de 2012 | Panathinaikos                                                | 69–55                                | Fenerbahce Ülker                            | |  |
| 21:00                  | Parciales: 12–14, 17–9, 14–14, 26–18                         | Parciales: 12–14, 17–9, 14–14, 26–18 | Parciales: 12–14, 17–9, 14–14, 26–18        | |  |
|                        | Estadísticas A. Panko 15 Cuatro jugadores 6 D. Diamantidis 9 | Reporte Pts Reb Asts                 | Estadísticas 20 R. Sato 8 R. Sato 3 R. Sato | Pabellón: O. A. C. A., Atenas Asistencia: 15 000 espectadores Árbitros: Grzegorz Ziemblicki (POL), Juan Carlos García González (ESP), Antonio Conde (ESP) |  |

### Jornada 10
| 13 de diciembre de 2012 | Fenerbahçe Ülker                                    | 77–69                                 | Mapooro Cantù                                           | |  |
| 18:00                   | Parciales: 18–22, 25–16, 17–17, 17–14               | Parciales: 18–22, 25–16, 17–17, 17–14 | Parciales: 18–22, 25–16, 17–17, 17–14                   | |  |
|                         | Estadísticas B. McCalebb 19 R. Sato 8 B. McCalebb 3 | Reporte Pts Reb Asts                  | Estadísticas 20 M. Markoishvili 6 J. Brooks 6 J. Brooks | Pabellón: Ülker Sports Arena, Estambul Asistencia: 9 800 espectadores Árbitros: Juan Carlos Arteaga (ESP), Matej Boltauzer (SLO), Miguel Perez Perez (ESP) |  |

| 13 de diciembre de 2012 | BC Khimki                                                    | 78–77                                 | Panathinaikos                                        | |  |
| 18:00                   | Parciales: 21–14, 25–25, 15–20, 17–18                        | Parciales: 21–14, 25–25, 15–20, 17–18 | Parciales: 21–14, 25–25, 15–20, 17–18                | |  |
|                         | Estadísticas Z. Planinić 16 Dos jugadores 5 Tres jugadores 3 | Reporte Pts Reb Asts                  | Estadísticas 19 S. Lasme 8 S. Lasme 5 D. Diamantidis | Pabellón: Novator Arena, Khimki Asistencia: 3 210 espectadores Árbitros: Jose Ramon Garcia Ortiz (ESP), Jakub Zamojski (POL), Damir Javor (SLO) |  |

| 13 de diciembre de 2012 | Real Madrid                                        | 91–60                                 | Union Olimpija                                      | |  |
| 20:45                   | Parciales: 22-15, 26-12, 20-19, 23-14              | Parciales: 22-15, 26-12, 20-19, 23-14 | Parciales: 22-15, 26-12, 20-19, 23-14               | |  |
|                         | Estadísticas J. Carroll 17 J. Carroll 7 S. Llull 6 | Reporte Pts Reb Asts                  | Estadísticas 13 A. Baynes 8 A. Baynes 4 K. Prepelic | Pabellón: Palacio de Deportes, Madrid Asistencia: 6 012 espectadores Árbitros: Roberto Chiari (ITA), Gianluca Mattioli (ITA), Aare Halliko (EST) |  |